# Mother Earth (Within Temptation)
Mother Earth is het tweede studioalbum van de Nederlandse symfonische metalband Within Temptation. Met Mother Earth ging de band een nieuwe kant op, zij lieten de grunt achterwege en maakten meer bombastische Keltische rock dan metal. De single Ice Queen werd geheel onverwacht een hit, hij was al een half jaar uit toen radio 3FM hem uitkoos als Megahit en het balletje ging rollen. Arjen Lucassen, bekend als de man achter onder andere Ayreon en Star One speelde de gitaarsolo in Dark Wings.

## Tracklist
1. Mother Earth – 5:29
2. Ice Queen – 5:20
3. Our Farewell – 5:19
4. Caged – 5:46
5. The Promise – 8:00
6. Never-Ending Story – 4:02
7. Deceiver Of Fools – 7:34
8. Intro – 1:05
9. Dark Wings – 4:14
10. In Perfect Harmony – 6:58

Limited Edition bonus-cd:
1. Cd-rom track: backstage and live footage, the making of, lyrics, member info, and much more
2. World Of Make Believe – 4:52

## Singles
- Our Farewell
- Ice Queen
- Mother Earth